# Paneriai-massakren
I efteråret 1941 blev skoven ved Paneriai skueplads for masseeksekution af de baltiske jøder. Sovjet hæren havde gravet store huller beregnet for tanke til flybrændstof.
Efter nazi-besættelsen af Litauen benyttede SS Paneriai udgravningerne, der lå bekvemt i nærheden af banegården, som massegrave for titusinder jøder, sovjetiske krigsfanger og nazi-modstandere.[kilde mangler]

## Starten på myrderierne
I begyndelsen af august 1941 ankom Einsatzgruppe 9 til Vilnius, og tog straks fat på "arbejdet". Først blev 7-8.000 krigsfanger fra Den røde hær henrettet og inden udgangen af december 1941 var tre fjerdele af Vilnius jøder myrdet.
Ved massakren deltog enheder fra SS og den littauiske milits Ypatingasis Būrys, (dansk:  ~ Specialafdeling), der var en nazi-støttet litauisk aflivningskommando bestående af 50-100 frivillige.

### Den endelige løsning på "jøde-problemet" i Litauen
Ved årskiftet 1941/1942 løb tallet på myrdede op i 47.447.
Eksekutionerne fortsatte til slutningen af 1943, hvor Vilniusghettoen blev opløst. Mellem juli 1941 og august 1944 blev hen ved 100.000 ofre for nazistiske massemord ved jernbaneknudepunktet ved Paneriai.
Det store flertal var jøder, polakker, russere, litauere og romaer fra Vilnius.
Koordinatoren for massemordet var Franz Murer, kendt som slagteren fra Vilnius.
Til en sangkonkurrence udskrevet i Vilniusghettoen foråret 1943 indleverede den dengang 11-årige Alek Wolkowisky "das Lied von Ponar"; sidste vers lyder sådan (egen oversættelse):
| Citat | Lad kilden flyde ganske sagte, vær stille og håb … Med friheden kommer far, sov dog, mit barn, sov. Som Vilna befries for is, som træerne grønes i al deres pragt, sådan lyser snart frihedsfaklen på dit ansigts smukke træk. | Citat |
|       | |       |

Få måneder efter var de sidste jøder fra ghettoen myrdet i skoven ved Paneriai.

### Mindelunden i Paneriai
Det ellers ret flade landskab rundt om Paneriai er præget af højene, der dækker over massegravene. Der er siden plantet træer på stedet og oprettet en fredfyldt mindelund.
Ved indgangen til mindelunden er opstillet et stort fælles monument.
Der ud over, er der opstillet mindesmærker for de myrdede sovjetiske krigsfanger, de myrdede polakker samt et jødisk mindesmærke.
I mindelunden er der et lille museum, hvor én del af Litauens brutale historie bliver fortalt, ved at berette om tragedien og ofrene for Paneriai massakren.

## Galleri
- Mindesmærke i Paneriai, rejst til ære for de sovjetiske ofre.
- Mindesmærke i Paneriai, rejst til ære for de polske ofre.